# Море Баффина
Мо́ре Ба́ффина, ранее Ба́ффиново мо́ре, Ба́ффинов зали́в, зали́в Ба́ффина, Билотский залив (англ. Baffin Bay, фр. Baie de Baffin, инуктитут ᓴᓐᓂᕈᑎᐅᑉ ᐃᒪᖓ Saknirutiak Imanga, гренл. Avannaata Imaa) — море Северного Ледовитого океана, граничащее с морем Лабрадор Атлантического океана и омывающее западный берег Гренландии. Протяжённость моря с севера на юг составляет 1130 км. Большую часть года навигация невозможна из-за большого количества айсбергов, что объясняется наличием Гренландско-Канадского подводного порога, который блокирует потоки тёплой воды из Атлантики.

## География и гидрография
Море Баффина, расположенное между Северным Ледовитым и Атлантическим океанами, Большая российская энциклопедия относит к бассейну первого, а Британская энциклопедия — второго. Это полузамкнутый водоём между берегами Гренландии и нескольких островов Канадского Арктического архипелага (в основном Баффиновой Земли, на севере соединяемый с Северным Ледовитым океаном проливами Нэрс, Джонс и Ланкастер, а на юге с морем Лабрадор — Девисовым проливом.
Согласно справочнику Международной гидрографической организации «Границы океанов и морей» (1953), северная граница моря Баффина проходит по линии между мысом Шеридан (Земля Гранта, остров Элсмир, 82°35' с. ш., 60°45' з. д.) и мысом Брайант (Гренландия). На востоке море ограничено западным побережьем Гренландии. Южная граница проведена по 70° с. ш. между Гренландией и Баффиновой Землёй. Западная граница моря совпадает с восточной границей Северо-Западных проходов. Она проходит по восточному побережью острова Элсмир от мыса Шеридан до мыса Нортон-Шо (76°29' с. ш. 78°30' з. д.); от него по морю до мыса Филлипс на острове Коберг; через территорию острова Коберг до полуострова Марина (75°55' с. ш. 79°10' з. д.); к мысу Фиц-Рой на острове Девон; по восточному побережью этого острова до Шерард (74°35' с. ш. 80°30' з. д.); по морю до мыса Ливерпул острова Байлот (73°44' с. ш. 77°50' з. д.); по восточному побережью этого острова до его крайней юго-восточной точки, мыса Грэм-Мур; по воде до мыса Маккаллох на Баффиновой земле (72°29' с. ш. 75°08' з. д.) и по восточному побережью этого острова до его юго-восточной оконечности — Ист-Блафф.
Длина моря 1450 км, ширина варьирует от 110 до 650 км. Площадь согласно Британской и Канадской энциклопедиям составляет 689 тыс. км²; Большая российская энциклопедия указывает меньшую площадь — 530 тыс. км². Средняя глубина менее 1000 м (от 240 на севере до 700 на юге), однако значительно возрастает во впадине в центре бассейна, известной как Баффин-Холлоу (2414 м). Объём, согласно Большой российской энциклопедии, — 426 тыс. км³.
Овальное ложе моря Баффина ограничивают шельфы Гренландии и Канады и рифы в устьях проливов. У побережья Гренландии располагается серия широких банок; континентальный шельф у Баффиновой Земли намного у́же. Пороги максимальной глубиной 200 м в бассейне Кейна и проливе Барроу отделяют море Баффина от Северного Ледовитого океана. Максимальная глубина порога в Девисовом проливе, отделяющего бассейн моря Баффина от Атлантического океана, — 675 м. Донный рельеф определяет сложная система грабенов, формирующих проливы. Отложения в основном терригенные, с большой долей грубых по механическому составу осадков (галька, щебень, песок), в глубоководной центральной части — алеврито-пелитовый ил.
Температура воды на поверхности в летнее время от 0 °C на северо-западе до 5 °C на юго-востоке. Поступающая из арктического бассейна в море Баффина вода имеет солёность от 30 ‰ до 32,7 ‰, температура в поверхностном слое зимой −2 °C, летом до 5 °C. На глубинах 400—600 м температура составляет 1 °C, солёность 34,5 ‰. В наиболее глубоких слоях (глубже 1000 м в центральной части моря) вода, по-видимому, атлантического происхождения, имеет температуру −0,5 °C и солёность 34,4 ‰. Циркуляция воды в основном против часовой стрелки: на востоке, вдоль берега Гренландии, на север перемещается относительно тёплая и солёная атлантическая вода, на западе, у побережья Баффиновой земли, проходит холодное, менее солёное течение, несущее воду из Северного Ледовитого океана.
Приливы полусуточные, средняя высота — 4 м, максимальная (в узких местах) — 9 м. Скорость приливного течения от 1 до 3,7 км/ч, а его направление может меняться на 180°. Результатом становится неравномерное давление на ледовые поля, влекущее за собой их столкновение и дробление свежего, старого и пакового льда.

## Климат
Климат арктический с частыми штормами, особенно зимой. При этом для своих широт температуры достаточно умеренные благодаря смягчающему влиянию океанической и атмосферной цикуляции; зимой наблюдаются высокие горизонтальные температурные градиенты — 18 °C на 500 км. Средняя температура февраля от −16 °C на юго-востоке до −36 °C на севере и западе; средняя многолетняя температура июля, согласно Большой российской энциклопедии от 4 °C до 6 °C, согласно Британской энциклопедии — 7 °C в прибрежных зонах. Объём осадков составляет 100—250 мм в год у побережья Гренландии и примерно вдвое у берегов Баффиновой Земли.

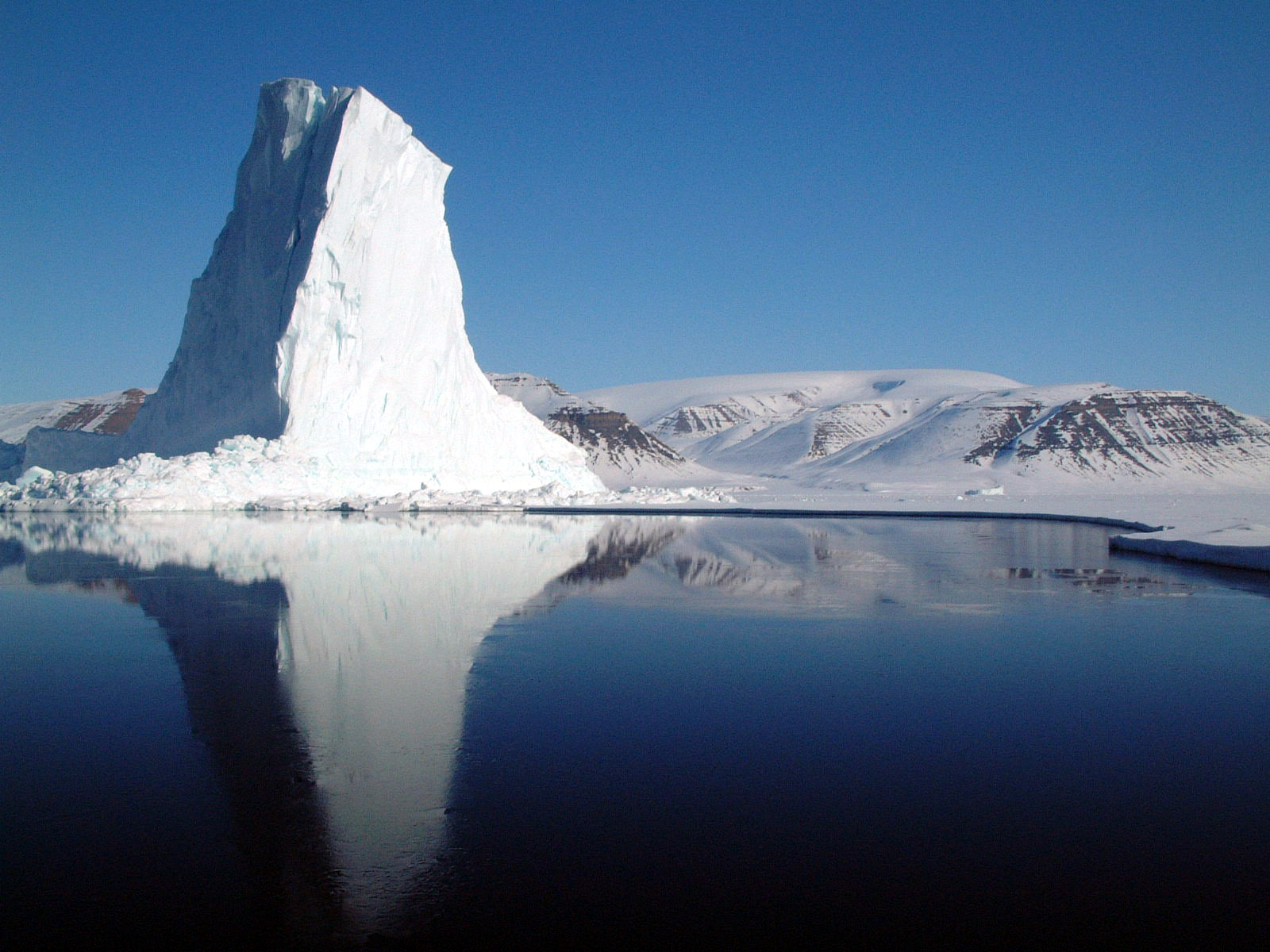
Айсберг в море Баффина

Зимой преобладают северо-восточные и восточные ветры со стороны Гренландии (в том числе сухие тёплые фёны со стороны ледниковых долин, вызывающие таяние снега), а в южном секторе — со стороны Баффиновой Земли. Летом преобладают юго-западные и северо-западные ветры.
Ледовый покров достигает Гудзонова пролива к концу октября. Зимой 80 % залива покрыто льдом. В некоторые зимы замерзает полностью. Лед наиболее распространен в марте и наименее в августе-сентябре. Летом дрейфующий лед остается в центральной и западной частях залива. В этот период образуются многочисленные айсберги, которые вместе со льдом переносятся в Атлантический океан вблизи Ньюфаундленда. На фоне сплошных льдов в центральной части моря выделяется обширное свободное ото льда пространство на севере, возможно, обусловенное влиянием тёплого Западно-Гренландского течения — полынья Северная вода (англ. North Water polynya).

## Природа
В бассейне моря Баффина благодаря тёплому западному течению наблюдается высокая концентрация одноклеточных водорослей. Они служат пищей микроскопическим беспозвоночным, в первую очередь эвфаузиевым (крилю), которыми в свою очередь питаются более крупные беспозвоночные, рыбы, морские млекопитающие и птицы. Среди рыб Баффинова моря — полярная камбала (Liopsetta glacialis), четырёхрогий керчак, сайка и мойва. Из Атлантического океана мигрируют атлантическая треска, атлантическая сельдь, пикша, атлантический палтус и северный макрурус. На берегах моря гнездятся чайки, гаги, гуси, утки, распространены ворон, пуночка, из хищных птиц — орланы, кречет, белая сова.
В море Баффина живёт около 21 000 китов-белух, которые питаются мелкой рыбой и ракообразными. Они постоянно рискуют оказаться в ледовой ловушке, сталкиваются с другими трудностями. В северной части моря встречаются и другие киты, в том числе косатки, а также дельфины и моржи. Тюлени представлены гренландским тюленем, кольчатой нерпой и морским зайцем.
Береговая растительность включает порядка 400 видов, среди которых значительную часть составляют галофиты (растения, приспособленные к засоленным почвам), мхи, лишайники а также колосняк песчаный. Среди кустарников — берёза, ива, ольха. Распространены грызуны, северный олень, из хищников — песец и белый медведь.

## История
Побережье моря заселено начиная примерно с 500 г. до н. э. Около 1200 г. н. э. первых поселенцев, относившихся к дорсетской культуре, сменила культура туле (палеоинуиты). Недавние раскопки позволяют предположить, что норвежская колонизация Америки достигла берегов моря между X и XIV веками.
Предполагается, что из европейских мореплавателей первым посетил эти воды Джон Дейвис, в 1587 году проникший на север вдоль западного побережья Гренландии до 72°12' с. ш. и видевший перед собой «большое море, свободное ото льда, широкое, очень солёное и неизмеримой глубины». К этому моменту, однако, из трёх судов экспедиции в распоряжении Дейвиса оставалась только 20-тонная Helen, и он, опасаясь, что недостаточно подготовлен к дальнейшему плаванию, повернул назад.
Честь открытия нового моря Британская энциклопедия, однако, закрепляет за Робертом Байлотом и его заместителем по экспедиции Уильямом Баффином, достигшими его в 1616 году. В 1612 году группа английских купцов, объединившись, вложила средства в нахождение Северо-Западного прохода из Атлантического океана в Тихий в обход Северной Америки. На средства этой картели были предприняты несколько морских экспедиций. Генри Гудзон и Томас Баттон исследовали Гудзонов залив, Уильям Гиббонс — Лабрадор и Роберт Байлот — Гудзонов пролив и район, который стал известен как Баффинов залив. При картографировании новых земель и морских путей в 1616 году Баффин, прошедший на север на 300 морских миль дальше, чем Дейвис (примерно до 77°45' с. ш.), присвоил имена спонсоров своей экспедиции проливам Ланкастер, Смит и Джонс. Из соображений экономии детальная карта нового моря, выполненная Баффином, не была включена в издание отчёта экспедиции, и в последующие два века к этому водоёму начали относиться как к легенде. Лишь в 1818 году Джон Росс подтвердил правильность наблюдений своего предшественника. К моменту экспедиции Росса Баффинов залив был уже заново открыт европейцами — в 1817 году в нём побывали китобойные суда Larkin и Elizabeth из Шотландии, поднявшиеся до 77° с. ш. Их команды сообщили о больших количествах китов на открытом ото льда морском пространстве на севере, позже получившем название полыньи Северная вода.

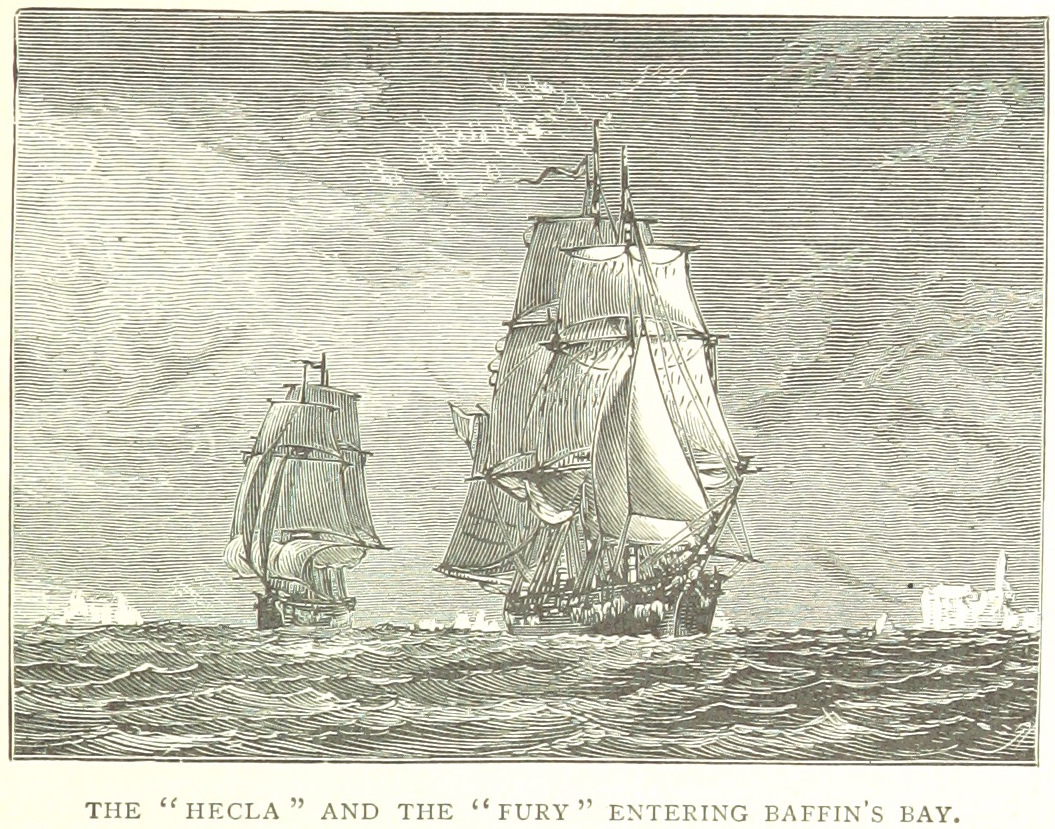
Суда Парри Hecla и Fury входят в Баффинов залив (гравюра 1881 года)

С 1819 года Баффинов залив стал постоянным местом китобойного промысла (продолжавшегося до начала XX века, когда поголовье больших китов в этом водоёме было практически истощено). Уже за первый год активного промысла в нём погибли не менее десяти судов. Тяжёлые погодные условия в 1830 году привели к гибели 19 судов, и ещё 12 были серьёзно повреждены. В 1835 году погибли шесть судов, а ещё 11 были вынуждены остаться на зимовку. Из 600 членов их экипажей до 135 умерли от цинги и обморожений. В 1824 году экспедиции Парри, пересекавшей залив поперёк в его центральной части, потребовалось восемь недель, чтобы преодолеть паковый лёд и дрейфующие на юг айсберги, и она едва успела покинуть его воды до зимы. В 1848 году на тот же путь у экспедиции Джеймса Саундерса ушли 62 дня, а команда Эдвина де Хейвена дрейфовала во льдах с осени 1850 до июня 1851 года, за это время достигнув Девисова пролива в виду гренландского побережья. Шесть лет спустя вынужденный восьмимесячный дрейф пережила и команда Леопольда Мак-Клинтока. Зимой 1872—1873 года 20 членов экспедиции Чарльза Холла, высадившиеся на льдину в Баффиновом заливе, дрейфовали на ней 9 месяцев, за это время пройдя 1300 миль на юг — почти до берегов Лабрадора.
В 1928 году, в 1930-х годах и после Второй мировой войны датские, американские и канадские экспедиции провели более глубокие научные исследования.
В настоящее время на канадском побережье залива имеется несколько поселений инуитов, включая Арктик-Бей (население 690 человек), Понд-Инлет (1315 человек) и Клайд-Ривер (820 человек). В 1975 году на Нанисивике был построен город при руднике Нанисивик — первом канадском руднике в Арктике. Шахта была закрыта в 2002 году из-за снижения ресурсов и цен на металл. Несмотря на то, что в городе по-прежнему функционируют морской порт и аэропорт, по данным переписи 2006 года, его официальное население равно нулю.
В трёхлетний период с 2015 по 2017 год число рейсов большегрузных судов в море Баффина приближалось к 5,5 тысячам. Наиболее частыми были рейсы грузовых судов (в том числе судов-морозильников) и туристических лайнеров.
Море Баффина было эпицентром землетрясения магнитудой 7,3 в 1933 году. Это крупнейшее из известных землетрясений к северу от полярного круга. Северо-западная часть залива остается одним из самых сейсмически активных регионов на востоке Канады. С 1933 года здесь произошло пять землетрясений магнитудой 6 баллов. Последнее сильное землетрясение произошло 15 апреля 2010 года, с магнитудой 5,1.